# Paul Siegfried
Paul Siegfried (* 2. November 1878 in Basel; † 5. September 1938 ebenda) war ein Schweizer Jurist, Historiker und Schriftsteller.

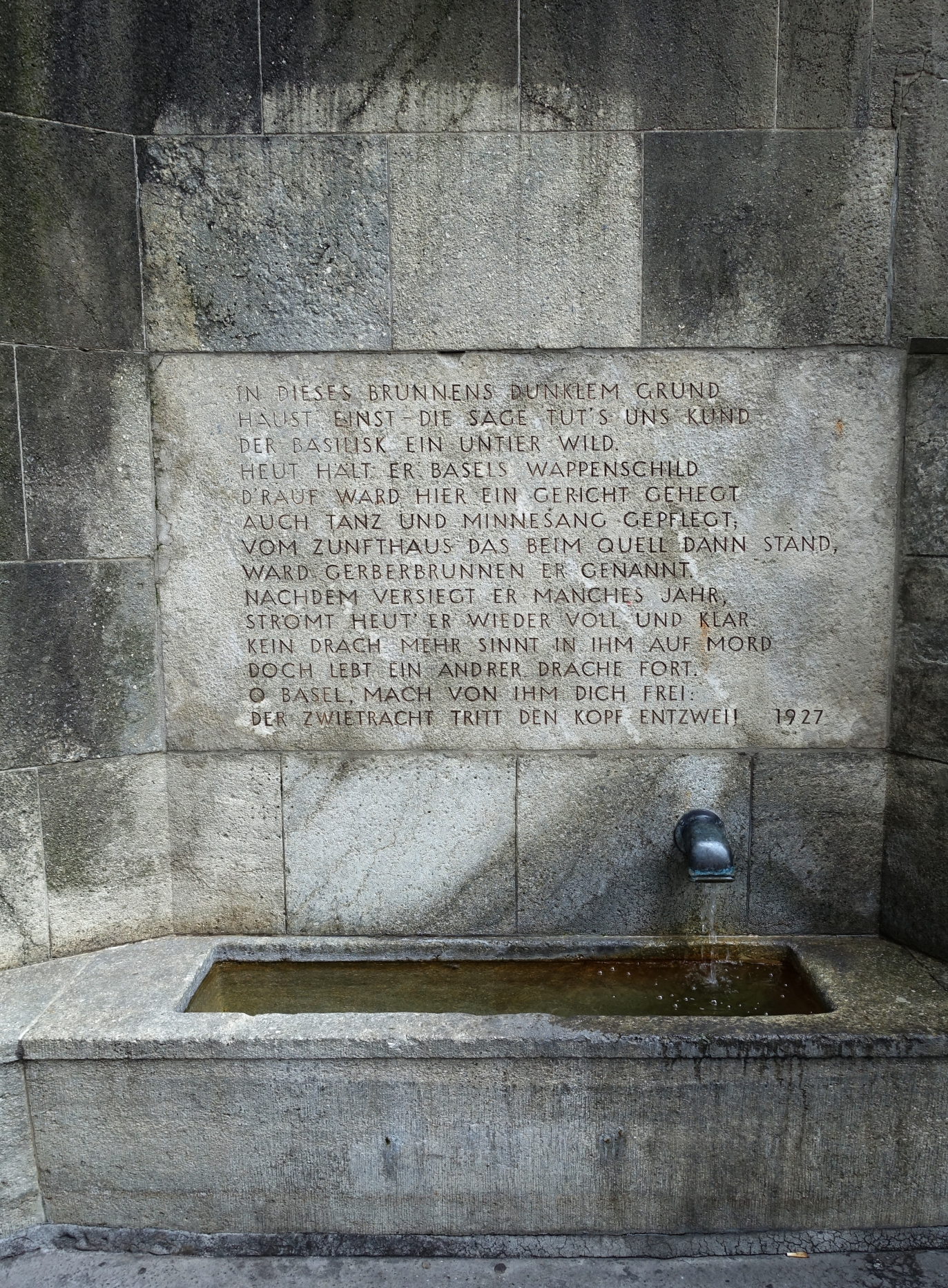
Gerberbrunnen auch Richtbrunnen genannt mit Gedicht von Paul Siegfried. Gerbergasse 48 in Basel-Stadt

Der Gerberbrunnen – auch Richtbrunnen genannt – bei der Gerbergasse 48 in Basel-Stadt.
Inschrift: 

«In dieses Brunnens dunklem Grund 
 haust' einst - die Sage tut's uns kund
der Basilisk ein Untier wild
Heut hält er Basels Wappenschild
D'rauf ward hier ein Gericht gehegt
auch Tanz und Minnesang gepflegt;
vom Zunfthaus das beim Quell dann stand,
ward Gerberbunnen er genannt.
Nachdem versiegt er manches Jahr,
strömt heut' er wieder voll und klar.
Kein Drach' mehr sinnt in ihm auf Mord
doch lebt ein andrer Drache fort
O Basel, mach' von ihm dich frei:
der Zwietracht tritt den Kopf entzwei!    1927»

## Leben und Werk
Paul Siegfried, Sohn eines Fürsprechers, studierte in Basel und Berlin Rechtswissenschaften. 1891 promovierte er in Basel zum Dr. iur. Es folgten Studienaufenthalte in Paris und Italien. 1904–1907 war er Voruntersuchungsbeamter, 1907–1911 Untersuchungsrichter und 1911–1919 Staatsanwalt in Basel. In dieser Zeit publizierte er mehrere juristische Abhandlungen. Im Ersten Weltkrieg wandte er sich immer mehr seiner literarischen Tätigkeit zu und gab 1919 sein Staatsamt schliesslich auf. Daneben veröffentlichte er auch zahlreiche Schriften zur Geschichte Basels. 1923 vervollständigte er zudem die «Die Geschichte des Dorfes Riehen» des Pfarrers Ludwig Emil Iselin.
Siegfried war der Neffe des Schriftstellers Walther Siegfried (1858–1947).

## Werke (Auswahl)
- Basels Strassennamen, Basel 1921.
- Basels Entfestigung. In: Basler Jahrbuch 1923 pdf
- Basel und der erste badische Aufstand im April 1848. 104. Neujahrsblatt der GGG, Basel 1926
- Basel während des zweiten und dritten badischen Aufstandes 1848/49. 106. Neujahrsblatt der GGG, Basel 1928
- Geschichte der Gemeinnützigen Gesellschaft in Basel von 1777–1926: Festschrift zur 150. Stiftungsfeier . Basel 1927